# عبد الله يوسف (مخرج)
عبد الله يوسف (1948 -)، فنان تشكيلي ومسرحي ومخرج تلفزيوني بحريني.

## الأعمال المسرحية
له العديد من الأعمال المسرحية من بينها مسرحية (البراحة) ومسرحية (بنت النوخذة) ومسرحية (وجوه) عن نص للشاعر البحريني قاسم حداد.

## المسلسلات التلفزيونية
من أعماله الدرامية (العربة) (ملح ورماد) و(بن عقل) و(عويشة)، يحاول في أعماله التلفزيونية والمسرحية أن يوثّق الواقع البحريني الذي عاشه، أو الذي يتخيله عبر أعمال درامية ومسرحية تنحو باتجاه أعمال التاريخ الحديث أو المعاصر.
- وكونه من الفنانين التشكيليين المميزين في البحرين فقد أعطاه هذا لمحة فنية بصرية في أعماله المسرحية والدرامية، فهو يعتبر أن كل مشهد مسرحي وكل لقطة تلفزيونية هي في الأساس عملاً تشكيلياً.

له أعمال فنية في مقتناه في متحف البحرين الوطني وفي العديد من القاعات والمطارات في العالم.